# Maria Adelina
Maria Adelina Gomes Duarte (Amadora, 27 de abril de 1930 – Lisboa, 15 de novembro de 2022) foi uma actriz e cantora portuguesa. Foi casada com o cantor Domingos Marques (casaram em 1949).

## Biografia
Nasce na Amadora, em 1930. Aos 9 anos vai com a família para o Porto.
Iniciou a vida artística aos 12 anos, cantando em casinos e outras salas de espetáculos.
Estreou-se em teatro na peça (opereta) Passarinho da Ribeira no Teatro Sá da Bandeira, em 1947 (a peça esteve também em cena no Teatro Variedades).
Até aos 18 anos de idade, usou o nome artístico de Mary Dely.
Em 1948 vai para o Brasil, integrada na Companhia Portuguesa de Revistas e Operetas (Empresa Piero Bernardon), tendo também durante alguns meses um programa na Rádio Globo.
Fez diversas tournées aos Estados Unidos, Canadá e África, integrada em Companhias Teatrais.
Fez fotonovela na revista Plateia.
Participou em seis filmes, entre 1949 e 1979.
Participou em vários programas de televisão (RTP), desde 1957.
No teatro, participou em várias comédias, revistas, operetas e musicais, como: "A Rosinha dos Limões" (1954) no Teatro Apolo, "Casa da Sorte" (1957) no Teatro ABC, "Há Feira no Coliseu" (1959) no Coliseu dos Recreios, "Acerta o Passo" (1960) no Teatro ABC, "A Tia de Charley" (1961) no Teatro Monumental, "Ai, Venham Vê-las" (1964) no Teatro ABC, "Lisboa é Sempre Mulher" (1968) no Teatro Monumental, "Quarenta Quilates" (1971) no Teatro Monumental, "Pascoal" (1975) no Teatro Villaret, "Felizardo e Companhia, Modas e Confecções" (1978) no Teatro Variedades, "Reviravolta" (1980) no Teatro ABC...
Afastou-se da vida artística por opção, na década de 1980, e despediu-se dos ecrãs na RTP, em 1990, com a série Mistério Misterioso.
Faleceu na tarde de 15 de novembro de 2022, aos 92 anos, na Casa do Artista, em Lisboa.